# Andréia Suntaque
Andréia Suntaque, maggiormente nota come Andréia (Nova Cantu, 14 settembre 1977), è una calciatrice e dirigente sportiva brasiliana, portiere del Tiradentes, co-proprietaria di un'Accademia per portieri a Ribeirão Preto - SP, Olympic Sports.

## Carriera

### Club
Ha iniziato la sua carriera come atleta nella pallavolo, passando al calcio all'età di 20 anni per giocare in linea dopo aver subito un infortunio alla spalla e aver abbandonato la pallavolo. La sua prima squadra è stata Cianorte-PR, passando per Maringá e Curitiba. Successivamente, ha indossato le maglie del Palmeiras, San Paolo.
Dopo una stagione in Spagna, al Prainsa Saragozza, è tornata in Brasile giocando per il Santos.

### Nazionale
Ha partecipato a tre edizioni delle Olimpiadi, da quelle di Sydney 2000, con la sua nazionale arrivata alla finalina per il terzo posto, persa poi con la Germania, alle successive di Atene 2004 e Pechino 2008, dove conquistato la medaglia d'argento per essere giunta in finale, in entrambi i casi persa con gli Stati Uniti.
Ha inoltre disputato i Giochi panamericani, ottenendo la medaglia d'oro nelle edizioni di Santo Domingo 2003 e di Rio de Janeiro 2007, in quest'ultimo senza subire gol per tutta la competizione.

## Palmarès

### Nazionale
- Campionato sudamericano femminile di calcio: 3

2003, 2010, 2014
- Giochi panamericani: 2

Santo Domingo 2003, Rio de Janeiro 2007
- Argento olimpico: 2

Atene 2004, Pechino 2008